# Mirosława Dubrawska

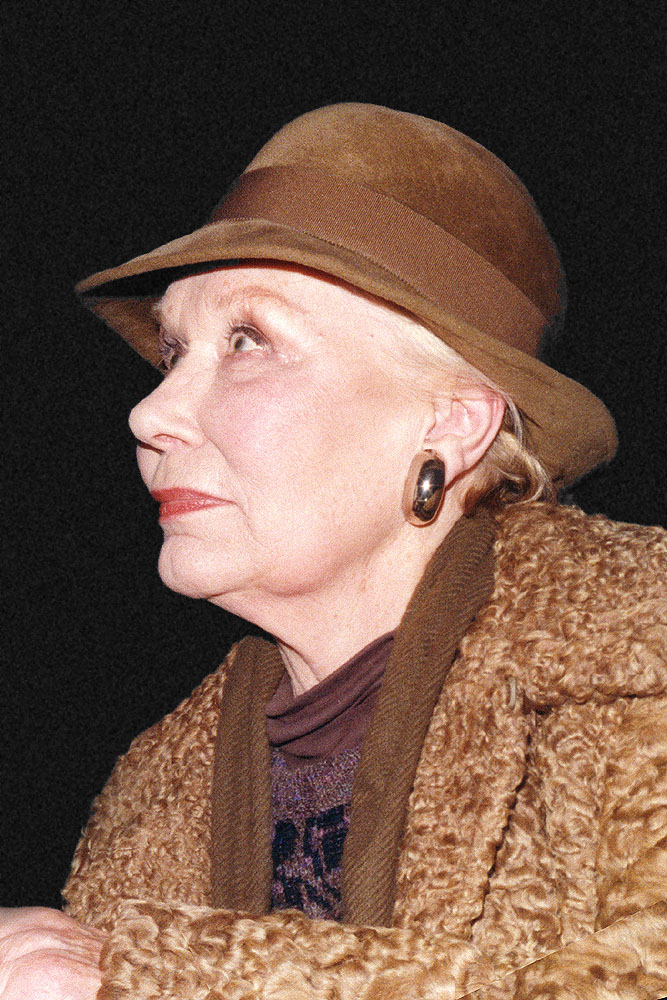
Mirosława Dubrawska (2000)

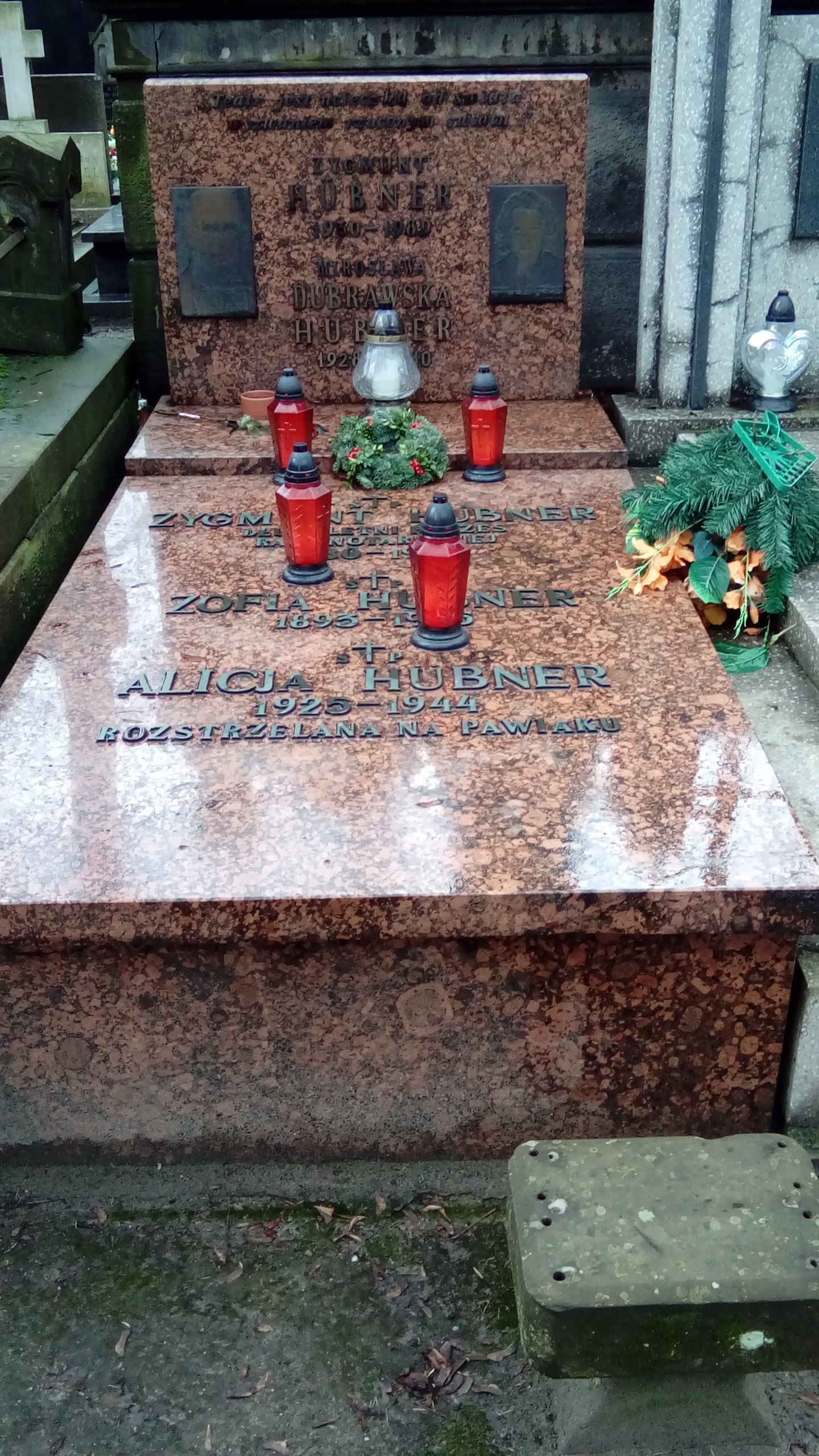
Grób Mirosławy Dubrawskiej na cmentarzu Powązkowskim

Mirosława Dubrawska-Hübner (ur. 28 kwietnia 1928 w Warszawie, zm. 12 października 2010 tamże) – polska aktorka teatralna, telewizyjna i filmowa.

## Życiorys
Zadebiutowała 7 listopada 1950 roku na deskach teatrów dramatycznych (Teatr Współczesny) w Szczecinie, gdzie była zatrudniona do 1951 roku. W tymże roku ukończyła studia w warszawskiej PWST i rozpoczęła pracę w warszawskim teatrze Ateneum, skąd w 1957 roku przeniosła się do Teatru Wybrzeże w Gdańsku. Do Ateneum wróciła w roku 1960, a cztery lata później przeniosła się do Krakowa – do Starego Teatru im. H. Modrzejewskiej. Tu stworzyła znakomite kreacje w spektaklach reżyserowanych przez Konrada Swinarskiego, Jerzego Jarockiego i Zygmunta Hübnera. Do Warszawy powróciła w roku 1970, początkowo była aktorką Teatru Narodowego, a od 1974 roku występowała w Teatrze Powszechnym w Warszawie. Gościnnie pojawiała się też na innych scenach teatralnych. Była aktorką wszechstronną, doskonale odnajdującą się w rolach dramatycznych i komediowych. Jej charakterystyczny timbre głosu zapamiętali słuchacze Teatru Polskiego Radia. 23 sierpnia 1980 roku dołączyła do apelu 64 uczonych, pisarzy i publicystów do władz komunistycznych o podjęcie dialogu ze strajkującymi robotnikami.
Jej mężem był Zygmunt Hübner. Poznali się na studiach i „odtąd tworzyli zgrany duet zarówno w życiu prywatnym, jako szczęśliwi małżonkowie i rodzice córki Joanny, jak i w sferze zawodowej”.
Aktorka zmarła 12 października 2010 roku w Warszawie. Pogrzeb aktorki odbył się 20 października 2010 roku w kościele pw. św. Karola Boromeusza w Warszawie. W ostatniej drodze towarzyszyli jej m.in. Joanna Szczepkowska, Ewa Wiśniewska, Franciszek Pieczka, Kazimierz Kaczor, Maja Komorowska, Jerzy Zelnik i Anna Seniuk. Pochowana została na cmentarzu Powązkowskim w Warszawie, we wspólnym grobie z mężem Zygmuntem Hübnerem (kwatera 18-3-18).

## Spektakle teatralne
- 1950: Rewizor jako Horodniczanka (reż. Hugon Moryciński)
- 1951: Interwencja jako Jeanne Barbier, Młodsza dama (reż. Ludwik René)
- 1953: Panna Maliczewska jako Hiszowska (reż. Janusz Warmiński)
- 1954: Spazmy modne jako Barbara (reż. Maria Wiercińska)
- 1955: Maturzyści jako Domańska (reż. Zdzisław Tobiasz)
- 1955: Neapol – miasto milionerów jako Margherita (reż. J. Warmiński)
- 1956: Sześćdziesiąte ósme piętro jako Jennie Potter Hughes (reż. Z. Tobiasz)
- 1957: Soledad jako Soledad (reż. J. Warmiński)
- 1957: Cyd jako Elwira (reż. Karol Borowski)
- 1958: Makbet jako Lady Makbet (reż. Z. Hübner)
- 1958: Nie będzie wojny trojańskiej jako Andromaka (reż. Bohdan Korzeniewski)
- 1959: Kapelusz pełen deszczu jako Celia Pope (reż. Andrzej Wajda)
- 1959: Kajus Cezar Kaligula jako Lollia Paulina (reż. Z. Hübner)
- 1959: Pierwszy dzień wolności jako Inga (reż. Erwin Axer)
- 1960: Pierwszy dzień wolności jako Inga (reż. Z. Hübner)
- 1961: Więźniowie z Altony jako Lena (reż. J. Warmiński)
- 1963: Requiem dla zakonnicy jako Nancy Mannigoe (reż. Jerzy Markuszewski)
- 1965: Nie-Boska komedia jako była arystokratka (reż. Konrad Swinarski)
- 1965: Tango jako Eleonora (reż. Jerzy Jarocki)
- 1966: Pokojówki jako Solange (reż. S. Swinarski)
- 1967: Fantazy jako Clea (reż. Z. Hübner)
- 1969: Trzy siostry jako Olga (reż. J. Jarocki)
- 1971: Trzy siostry jako Olga (reż. Adam Hanuszkiewicz)
- 1971: Świętoszek jako Elmira (reż. Zygmunt Hübner)
- 1973: Wacława dzieje jako matka (reż. A. Hanuszkiewicz)
- 1975: Sprawa Dantona jako gospodyni (reż. A. Wajda)
- 1977: Lot nad kukułczym gniazdem jako siostra Ratched (reż. Z. Hübner)
- 1979: Wróg ludu jako pani Stockmann (reż. Kazimierz Kutz)
- 1982: Łysa śpiewaczka jako pani Smith (reż. Romuald Szejd)
- 1983: Iwona, księżniczka Burgunda jako królowa Małgorzata (reż. Z. Hübner)
- 1986: Mary Stuart (aut. Wolfgang Hildesheimer) jako Mary Stuart (reż. Michał Ratyński)
- 1987: Turandot jako pani Gogh (reż. Piotr Cieślak)
- 1992: Kotka na rozpalonym blaszanym dachu jako matka (reż. Andrzej Rozhin)
- 1992: Oni jako Halucyna Bleichertowa (reż. Rudolf Zioło)
- 1995: Śluby panieńskie, czyli magnetyzm serca jako pani Dobrójska (reż. Andrzej Łapicki)
- 1995: Wesele jako radczyni (reż. Krzysztof Nazar)
- 1998: Trzy siostry jako Anfisa (reż. Agnieszka Glińska)
- 1998: Fedra jako Enona (reż. Laco Adamík)
- 2000: Gdzie niemowlę? jako Lady Bracknell (reż. R. Szejd)
- 2001: Nad Złotym Stawem jako Ethel Thayer (reż. Z. Zapasiewicz)
- 2002: Królowa piękności z Leenane jako Mag Folan (reż. Robert Gliński)
- 2005: Panieński Raj jako Dophie (reż. Rafał Sabara)
- 2006: Na szczytach panuje cisza jako pani Herta (reż. Krystian Lupa)
- 2007: Czarownice z Salem jako Rebeka Nurse (reż. Izabella Cywińska)

## Filmografia
- 1954: Autobus odjeżdża 6.20 jako Zocha
- 1971: Seksolatki jako ciocia Zosia
- 1973: Droga jako Wróblowa, matka "Anity"
- 1976: Długa noc poślubna jako matka Adama
- 1978: Życie na gorąco jako Lisa Schmidtke-Zimmer, była narzeczona Emkego
- 1980: Laureat jako Borusiewiczowa, żona profesora
- 1980: Punkt widzenia jako matka Marii
- 1980: W biały dzień jako matka "Białego"
- 1985: Temida jako Retmanowa, gospodyni Rumienia
- 1987: Jedenaste przykazanie jako pani Rokefeler
- 1989: Porno jako ciotka Marty
- 1990: Maria Curie jako profesorowa Kowalska
- 1991: Panny i wdowy jako Darska, matka Jana
- 1994: Faustyna jako matka generalna zgromadzenia
- 1996: Tajemnica Sagali jako kobieta u jubilera sprzedająca łańcuszek
- 1997: Sława i chwała jako Paulina Szyllerowa, matka Elżbiety i Edgara
- 2005: Na dobre i na złe jako Rita Adamowska

## Dubbing
- 2005: Niania – ciotka Adelajda
- 1992–1996: Kroniki młodego Indiany Jonesa – panna Seymour
- 1984–1988: Tajemnice wiklinowej zatoki – mama
- 1963: Ikaria XB 1
- 1960–1966: Flintstonowie – Wilma (Stary dubbing)

## Nagrody i odznaczenia
- 1967: Wielka nagroda za reżyserię i rolę w Trzynastym Apostole na II Szczecińskim Tygodniu Teatralnym w Szczecinie
- 1969: nagroda II stopnia na IV OPTMF w Szczecinie za program Remont – filozofom wstęp wzbroniony
- 1975: Złoty Krzyż Zasługi
- 1978: odznaka Za zasługi dla Warszawy
- 1979: nagroda na XIX Kaliskich Spotkaniach Teatralnych za rolę w spektaklu Lot nad kukułczym gniazdem
- 1980: odznaka „Zasłużony Działacz Kultury”
- 1986: Krzyż Kawalerski Orderu Odrodzenia Polski
- 2003: Feliks Warszawski w kategorii: Najlepsza Pierwszoplanowa Rola Kobieca za rolę Mag Folan w Królowej piękności z Leenane w Teatrze Dramatycznym
- 2007: Splendor Splendorów[8]